# Tångeråsa församling
Tångeråsa församling var en församling i Strängnäs stift och i Lekebergs kommun i Örebro län (Närke). Församlingen uppgick 2006 i Edsbergs församling.

## Administrativ historik
Församlingen har medeltida ursprung. Före 1647 utbröts Skagershults församling.
Församlingen utgjorde tidigt ett eget pastorat för att från 1500-talet till 1986 vara annexförsamling i pastoratet Viby och Tångeråsa, som tidvis även omfattade Skagershult. Från 1986 till 2006 var den annexförsamling i pastoratet Edsberg, Hackvad, Kräcklinge och Tångeråsa. Församlingen uppgick 2006 i Edsbergs församling.

## Kyrkor
- Tångeråsa kyrka